# A846 road
Die A846 ist eine Straße in Schottland. Sie verläuft über die beiden Hebrideninseln Islay und Jura und bildet die Hauptverkehrsstraße beider Inseln.

## Verlauf
Die A846 beginnt bei Ardbeg an der Südküste Islays. Sie folgt der Küste in westlicher Richtung bis Port Ellen. Von dort aus führt sie in nördlicher Richtung nahe der Küste von Laggan Bay und Loch Indaal bis Bowmore. In nordöstlicher Richtung führt sie sodann weiter nach Bridgend, wo mit der A847 die zweite bedeutende Straße Islays, die über Port Charlotte nach Portnahaven führt, abzweigt. Die A846 behält als Grobrichtung Nordosten bei und erreicht schließlich  über Ballygrant den Fährhafen Port Askaig. Die Straße wird in Feolin am gegenüberliegenden Ufer des Islay-Sunds auf Jura fortgeführt. Sie folgt dabei nach Süden und dann wieder nach Norden verlaufend der Küstenlinie der Insel und erreicht schließlich mit Craighouse den Hauptort der Insel. 23 km nördlich endet die A846 und bindet dabei noch mehrere einzelne Gehöfte an.
Zwischen Port Ellen und Port Askaig ist die A846 zweispurig ausgebaut. Alle anderen Streckenabschnitte sind nur einspurig als Single track road ausgeführt. Mit Port Ellen und Port Askaig führt die Straße durch die beiden Fährhäfen Islays, sodass der gesamte Güter- und Personenverkehr zum schottischen Festland über sie abgewickelt wird. Bei Glenegedale bindet sie auch den Flughafen Islays an. Mit Feolin endet die Straße an dem einzigen regelmäßig bedienten Fähranleger der Insel und ist somit von großer infrastruktureller Bedeutung. Mit Bowmore und Craighouse liegen die Hauptorte beider Inseln an der A846.

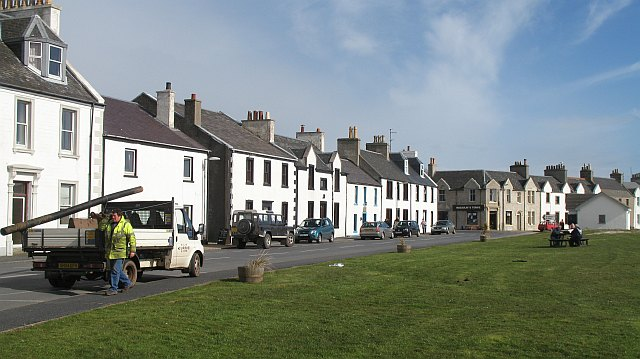
Stadtdurchfahrt von Port Ellen
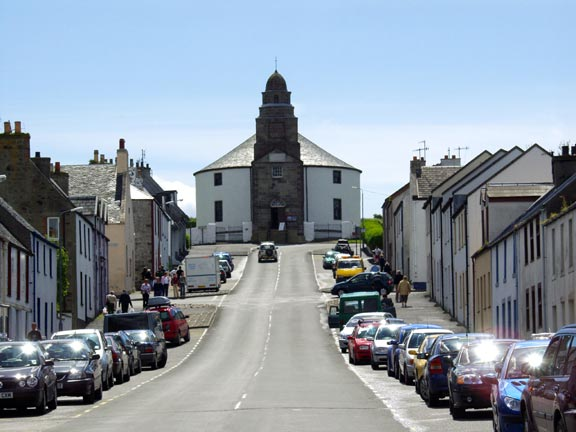
Stadtdurchfahrt von Bowmore
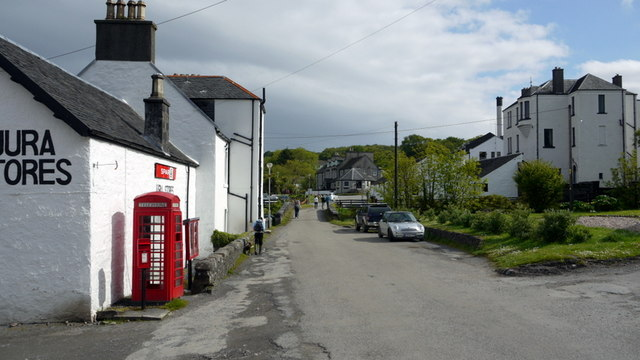
Ortsdurchfahrt von Craighouse